# USART
Un receptor-transmisor síncrono y asíncrono universal ( USART, interfaz de comunicaciones programable o PCI ) es un tipo de dispositivo de interfaz serie que se puede programar para comunicarse de forma asíncrona o síncrona. Consulte Receptor-transmisor asíncrono universal (UART) para obtener una descripción de las capacidades asíncronas de estos dispositivos.

## Antecedentes
Las capacidades síncronas del USART estaban destinadas principalmente a admitir protocolos síncronos como la transmisión-recepción síncrona (STR) de IBM, las comunicaciones síncronas binarias (BSC), el control de enlace de datos síncrono (SDLC) y el control de enlace de datos de alto nivel (HDLC) estándar ISO. Protocolos de capa de enlace síncronos, que se utilizaron con módems de frecuencia de voz síncronos. Estos protocolos fueron diseñados para aprovechar al máximo el ancho de banda cuando los módems eran dispositivos analógicos. En aquellos tiempos, el módem de banda vocal asíncrono más rápido podía alcanzar como máximo velocidades de 300 bit/s utilizando modulación por desplazamiento de frecuencia (FSK), mientras que los módems síncronos podrían funcionar a velocidades de hasta 9600 bit/s mediante manipulación por desplazamiento de fase (PSK). La transmisión síncrona utilizaba sólo un poco más del 80% del ancho de banda de la ahora más familiar transmisión asíncrona, ya que los bits de inicio y parada eran innecesarios. Esos módems son obsoletos y han sido reemplazados por módems que convierten datos asíncronos en formatos síncronos, pero protocolos de telecomunicaciones síncronos similares sobreviven en numerosas tecnologías orientadas a bloques, como el ampliamente utilizado protocolo de nivel de enlace IEEE 802.2 (Ethernet). Los USART a veces todavía se integran con las MCU. Los USART todavía se utilizan en enrutadores que se conectan a dispositivos CSU/DSU externos y, a menudo, utilizan la implementación HDLC patentada de Cisco o el protocolo punto a punto (PPP) estándar de IETF en marcos similares a HDLC como se define en RFC. 1662.

## Operación
El funcionamiento de un USART está íntimamente relacionado con los distintos protocolos; consulte esas páginas para obtener más detalles. Esta sección sólo proporciona algunas notas generales.
- Los USART en modo síncrono transmiten datos en tramas . En operación síncrona, los caracteres deben proporcionarse a tiempo hasta que se complete un cuadro; si el procesador controlador no lo hace, se trata de un "error de insuficiencia de datos " y se cancela la transmisión de la trama.
- Los USART que operaban como dispositivos síncronos utilizaban el modo orientado a caracteres o a bits. En los modos de caracteres (STR y BSC), el dispositivo se basaba en caracteres particulares para definir los límites de la trama; En modos de bits (HDLC y SDLC), los dispositivos anteriores se basaban en señales de capa física, mientras que los dispositivos posteriores se hicieron cargo del reconocimiento de patrones de bits en la capa física.
- Una línea sincrónica nunca guarda silencio; cuando el módem está transmitiendo, los datos fluyen. Cuando la capa física indica que el módem está activo, un USART enviará un flujo constante de relleno, ya sea caracteres o bits, según corresponda al dispositivo y protocolo.

| Fabricante          | Dispositivo                                     | Descripción                                  | Datos del dispositivo                                         |
| ------------------- | ----------------------------------------------- | -------------------------------------------- | ------------------------------------------------------------- |
| Intel               | 8251A                                           | Interfaz de comunicaciones programable       | Hoja de datos de Intel 8251A                                  |
| Signetics / Philips | 2651                                            | Interfaz de comunicaciones programable       | Ficha técnica de Philips Semiconductors SCN2651               |
| zilog               | "SIO" Z8440 – 4/Z84C40 – 4                      | Controlador de entrada/salida serie          | Hoja de datos de Zilog #ps0183, Z8440/1/2/3/4 y Z84C40/1/2/3/ |
| zilog               | "SCC" Z8530/Z85C30; Z85230/Z80230/Z8523L/Z85233 | Controlador de comunicaciones serie mejorado | Página web de IXYS                                            |